# Nitokris (farao)
Netikeret (Oudegyptisch nt-ỉkrt) of Nitokris (Oudgrieks Νίτωκρις) was de laatste vroeg-dynastieke farao/koningin van de 6e dynastie van het Egypte. Nitokris wordt genoemd in de Historiën van Herodotus en in het werk van Manetho, in het laatste geval ook onder de naam Netikreti.
Ondanks dat haar naam op de Koningslijst van Turijn voorkomt is er geen enkel archeologisch bewijs voor het bestaan van deze koningin. De Egyptologen zijn verdeeld. Sommigen beschouwen haar als een volwaardig monarch, anderen als een simpele legende. Volgens een theorie zou Nitokris niet bestaan hebben maar haar naam slechts een verbastering zijn van Netjerkare.
De vorige Egyptische koningin was mogelijk Oedjebten of Ipoet II. Haar opvolgster is niet bekend gezien in de daarop volgende Eerste tussenperiode geen koninginnennamen vermeld worden.

## Biografie
Over koningin Nitokris schreef Herodotus:
"Na Menes volgden 330 koningshuizen waarvan de priesters mij de namen oplazen die op papyrusrollen stonden opgetekend. Deze generaties telden 18 Ethiopische koningen en een koningin afkomstig uit Egypte; de anderen waren Egyptische mannen. De naam van de koningin was dezelfde als die van de Babylonische prinses Nitocris."
Volgens de Koningslijst van Turijn was een zekere Neït-Ikeret de tweede of derde van de troonopvolgers na het lange bewind van Pepi II en zij zou "twee jaar, een maand en een dag" over Egypte hebben geheerst aan het eind van de 6e dynastie.
Men claimt dat Nitokris de vrouw en zus was van farao Merenre II, die zij als farao opvolgde. Er wordt tevens aangenomen dat ze de eerste vrouwelijke farao ooit was.
Manetho verklaart dat koningin Nitokris "de edelste, charmantste dame van haar tijd was, met een bleke teint en roze wangen". Door een misvatting meende deze historicus dat zij het was die de derde piramide (waarschijnlijk die van Mykerinos in Gizeh) had voltooid en daar ook was begraven. Hij kende haar een bewindsperiode van twaalf jaar toe. Maar zijn Griekse collega Eratosthenes, die de naam Nitokris vertaalde als "Athena overwint", reduceerde dat tot de helft.
Volgens Herodotus nodigde zij de moordenaars van haar broer uit op een banket, om ze vervolgens te vermoorden. Het verhaal dat hij doet van de tragische dood van de koningin laat zich als volgt samenvatten:
Even mooi als deugdelijk was Nitokris de echtgenote en zuster van koning Metesoephis II, een monarch uit het Oude Egypte die de troon besteeg aan het einde van de 6e dynastie, en die door zijn dienaren kort daarna op beestachtige wijze was vermoord. Nu zij alleen moest heersen besloot Nitokris de dood van haar geliefde broeder-echtgenoot te wreken. Zij gaf opdracht voor de bouw van een geheime immense ondergrondse zaal die verbonden was met de Nijl via een geheime gang. Toen het werk klaar was liet zij een rijk inhuldigingsbanket klaarmaken waar zij al diegenen die ze verantwoordelijk hield voor de dood van de koning samenbracht. Toen de gasten zich tegoed deden, liet zij de geheime Nijlgang openen en stroomde al het water de zaal in, waarbij alle verraders verdronken. Om aan de wraak van het Egyptisch volk te ontkomen wierp zij zich "in een grote ruimte vol hete as" en stikte.

## Historische verhaspeling
De delicate roze teint van de koningin (rodophis in het Grieks), die zozeer werd geprezen, heeft bij de Griekse geschiedschrijvers geleid tot verwarring met een mooie Griekse courtisane uit de 26e dynastie, een dame van lichtere zeden uit de 7e eeuw v.Chr. die Rodophis of Dorchia werd genoemd en in de Egyptische stad Naukratis leefde. Veel verhalen van deze bekende Rhodophis-Dorchia zijn op die manier op "koningin Rhodophis" overgedragen.
Herodotos verwierp misprijzend wel het idee dat een vrouw als Rhodophis, die duidelijk van haar charmes leefde, rijk genoeg zou zijn geworden om zich een piramide te kunnen laten bouwen, maar geeft toe dat "Naukratis waarschijnlijk wel de plaats is waar de vrouwen van dit soort het mooist zijn."
Mogelijk is Nitokris nooit farao van Egypte geweest. Haar naam komt niet voor in Egyptische inscripties. Lang werd als argument van het tegendeel aangevoerd dat haar naam voorkwam op Egyptische koningslijst van Turijn als "Neit-Ikeret", waarmee de verhalen van Herodotus en Manetho bevestigd leken te worden. Na een grondige analyse bleek het echter een foutieve transcripte te zijn en te verwijzen naar Netjerkare of Siptah. Afhankelijk van de bronnen zou deze koning ruim twee jaar, zes jaar of twaalf jaar geregeerd hebben.

## Context
Pepi II wordt doorgaans een buitengewoon lange regeerperiode aangegeven (ca. 90 jaar), die gekenmerkt werd door langzame degradatie van de binnenlandse situatie. Bij zijn overlijden zonder een opvolger te hebben nagelaten namen de ongeregeldheden toe in de periode die Egyptologen gemakshalve "De eerste tussenperiode" hebben genoemd. In die erg bewogen tijd volgden verschillende kleine heersers elkaar op en bleven slechts korte tijd op de troon, wat aangeeft dat het niet zo best ging in Egypte toen.
Na de 6e dynastie is er voor een lange periode geen centraal gezag meer. Over de periode 2216 - 2134 v.Chr. heersen de 7e en de 8e dynastie. Over de periode 2134 - 2040 v.Chr. de 9e en de 10e dynastie. De 11e dynastie, heersend vanaf 2134 v.Chr. herstelt het centraal gezag aan het begin van het Middenrijk.